# Yenişakran, Aliağa
Yenişakran là một thị trấn thuộc huyện Aliağa, tỉnh İzmir, Thổ Nhĩ Kỳ. Dân số thời điểm năm 2010 là 3.567 người.